# Atomwaffen Division
Atomwaffen Division (skrót: AWD) – amerykańska akceleracjonistyczna organizacja terrorystyczna, działająca również w Europie. Założona w 2015, początkowo działała w południowych stanach USA, z czasem jej lokalne komórki zaczęły powstawać na terenie całego kraju, a wkrótce potem zaczęły się tworzyć także w Kanadzie i w państwach europejskich. 
Organizacja Atomwaffen Division jest przez niektórych badaczy kwalifikowana jako część ekstremistycznego ruchu alt-right, ale sama odrzuca tę etykietę i nawet wśród tej grupy jest uznawana za skrajną. Ideologia organizacji składa się z mieszanki akceleracjonizmu neonazizmu, antysemityzmu, islamofobii, homofobii i białej supremacji, przy czym niektórzy jej członkowie, o najbardziej skrajnych poglądach, wyznają radykalne religijno-ideologiczne przekonania, takie jak ezoteryczny hitleryzm, islamizm, skrajne odłamy chrześcijaństwa, a niekiedy nawet satanizm. Organizacja dopuściła się kilku morderstw, planowała także zamachy terrorystyczne i swoiste akcje partyzanckie.
Organizacja jest zaliczana przez Southern Poverty Law Center do grup nienawiści. Jest oficjalnie uznawana za organizację terrorystyczną przez rządy Wielkiej Brytanii, Kanady, Australii, Austrii, Włoch oraz Estonii.

## Historia organizacji
Organizacja została założona w 2015 przez osoby, które były zaangażowane w aktywność na neonazistowskiej stronie internetowej IronMarch.org, aczkolwiek niektóre źródła datują powstanie pierwszych komórek organizacji już na 2013. Organizacja aktywnie namawiała młodych ludzi do wstąpienia w jej szeregi, prowadząc nielegalne rekrutacje m.in. na amerykańskich uniwersytetach i szkołach wyższych. W 2015 i 2016 plakaty i banery organizacji z hasłami Dołącz do swoich lokalnych nazistów! oraz Naziści nadchodzą! pojawiały się m.in. na Uniwersytecie Chicago, Uniwersytecie Centralnej Florydy czy na Uniwersytecie Bostońskim. W latach 2017–2019 zatrzymano wielu członków tej grupy, oskarżonych m.in. o planowanie zamachów terrorystycznych, gwałty czy zabójstwa pojedynczych osób, najgłośniejszą z takich spraw było morderstwo Blaze'a Bernsteina. W dniu 5 listopada 2017 członek tej organizacji, 26-letni Devin Patrick Kelley, dokonał masakry w kościele w Sutherland Springs w Teksasie, zabijając 26 osób i raniąc 20 innych, po czym popełnił samobójstwo – atak ten nie miał jednak najprawdopodobniej podłoża terrorystycznego lecz został dokonany z powodów osobistych. W lutym 2020 komórka organizacji działająca w Wielkiej Brytanii została uznana w tym kraju za organizację terrorystyczną, jako odpowiedź tego kraju na zamach w Hanau wobec którego sprawcy istniały podejrzenia o możliwe związki z tą organizacją. Obecnym przewodniczącym organizacji jest James Nolan Mason, który w przeszłości m.in. na krótko nawiązał współpracę z Charlesem Mansonem oraz bywał skazywany za przestępstwa o charakterze pedofilskim, a także za posiadanie materiałów pornograficznych z udziałem nieletnich.
W styczniu 2021 roku AWD wraz z kilkoma innymi organizacjami alt-rightowymi, m.in. Proud Boys oraz The Base, zapowiedziało zorganizowanie protestów przeciwko zaprzysiężeniu Joe Bidena na prezydenta USA i zagroziło możliwą serią zamachów w dniach 17 i 20 stycznia.

## Ideologia
Organizacja popiera i sama planowała ataki na rząd Stanów Zjednoczonych, Żydów, homoseksualistów i inne mniejszości. Deklarowanym celem organizacji jest obalenie rządu USA przez stosowanie metod terrorystycznych i partyzanckich. Ideologia organizacji składa się z mieszanki skrajnie prawicowych ideologii lub negatywnych postaw wobec mniejszości. Najbardziej radykalne odłamy organizacji deklarują swoje poparcie dla działań skrajnie prawicowych sekt chrześcijańskich, takich jak Kościół Baptystyczny Westboro, działań islamistów czy grup satanistycznych. W 2016, po zamachu na klub gejowski w Orlando, ówczesny lider Atomwaffen Division opisał jego sprawcę Omara Mateena jako „bohatera”. W pierwszą rocznicę masakry w Orlando, podczas czuwania w mieście San Antonio w Teksasie, członek AWD Stephen Billingsley został sfotografowany z tabliczką z napisem God Hates Fags (pol. Bóg nienawidzi pedałów) – tabliczki z taką treścią są znakiem rozpoznawczym członków fundamentalistycznego Kościoła Baptystycznego z Westboro.
Organizacja wyznaje skrajną doktrynę akceleracjonizmu uważając, że rząd federalny USA i globalistów można obalić wyłącznie za pomocą ekstremalnego terroru i siania chaosu w społeczeństwie. Zdaniem członków organizacji stosowanie takich metod spowoduje przyspieszenie (akcelerację) upadku zachodniego liberalizmu i systemów demokratycznych. Promuje stosowanie terroru na wzór islamistycznych organizacji terrorystycznych.

## Symbole

Flaga Atomwaffen Division

Organizacja posługuje się rozmaitymi symbolami, jej głównym logo jest czarna tarcza herbowa z symbolem promieniowania atomowego. Flagą organizacji jest czarny prostokąt z logo organizacji otoczonym wieńcem na środku flagi, od którego rozchodzą się do kątów flagi żółte pasy, które są wykonane w stylu promieni. Charakterystycznym symbolem wśród członków organizacji jest zakrywająca dolną część twarzy czarna maska z białymi trupimi zębami, która jest ogólnie kojarzona z ruchami neonazistowskimi.
Grafiki propagandowe organizacji często inspirowane są internetowym gatunkiem sztuki – vaporwave. Takie obrazy nierzadko wypełnione nazistowską symboliką, nazywane są potocznie przez internautów „fashwave” (od słowa faszyzm).